# استمثال توافقي

A اصغر خطوط لتكوين شجره حول كل النقاط في نوع خاص من الشبكه، وهذه المسأله تتطلب معرفه عدد كل الخطوط واختيار اصغرها وهذا العلم هو علم الشبكه

في الرياضيات التطبيقية وعلم الحاسوب النظري، استمثال توافقي (بالإنجليزية: Combinatorial optimization)‏ أو الحلول المثلى للمسائل المعدودة هو مجال يهتم بإجاد القيم لمتغيرات المسألة المعدودة. عادةً أي مسألة معدودة لإيجاد قيمها فلابد من البحث في كل الطرق للحل واختيار الأفضل، لكن هذه الطريقة هي طريقة مكلفة بالحاسب، لذلك هذا العلم أتى ليحلها بطرق مختلفة نظرياً وليس فيزيائياً. 
مثال: مسألة الرجل البائع لحلها عن طريق فرز كل الحلول الممكنة فلو كان عدد المدن هو 100، لاحتجنا إلى ملايين السنين لحلها، لذلك هناك طرق في هذا العلم لحلها بطريقة أسرع باستخدام تقنيات خوارزمية وغيرها.